# ناتالیا تیموشکینا
ناتالیا تیموشکینا (اوکراینی: Наталія Леонідівна Тимошкіна-Шерстюк؛ زادهٔ ۲۵ مه ۱۹۵۲) بازیکن هندبال اهل اتحاد جماهیر شوروی سوسیالیستی بود.
وی در مسابقات کشوری و بین‌المللی در مجموع برندهٔ ۲ مدال طلا، ۲ مدال نقره، ۱ مدال برنز شده‌است.